# Guillermo Franco (futbolista)
Guillermo Luis Franco Farquharson (Corrientes, 3 de noviembre de 1976) es un exfutbolista argentino naturalizado mexicano que se desempeñó como delantero. Su último equipo fue el Chicago Fire de la MLS, tras jugar para San Lorenzo, Monterrey (donde es recordado como ídolo y leyenda del club), Villarreal, West Ham, Vélez Sarsfield, y Pachuca. Jugó en dos mundiales para la selección mexicana en 2006 y 2010.

## Trayectoria

### San Lorenzo de Almagro
Guillermo Franco nació en la ciudad de Corrientes, Argentina el 3 de noviembre de 1976. Debutó en 1995 con el club San Lorenzo de Almagro en la Liga Argentina, siendo campeón con ese equipo en el año 2001 del Torneo Clausura 2001 y de la Copa Mercosur de ese mismo año.

### Monterrey
En 2002 emigró al fútbol mexicano al lado de su compañero en el San Lorenzo, Walter Erviti, al Monterrey. A partir del 2003 logró un repunte en el equipo al mando del técnico también argentino Daniel Alberto Passarella, siendo campeón en el Clausura 2003 de la Liga MX, donde colaboró con un gol en el partido de ida de la final contra el Morelia.
Entre el resto de sus logros con el club destacan un título de goleo individual en el Apertura 2004 con 15 goles en 17 partidos y 2 subcampeonatos con el Monterrey en el Apertura 2004 y Apertura 2005.  Su récord de goles con el Monterrey asciende a 65 anotaciones.
Franco es muy recordado por el gol que le anotó al equipo de Tigres UANL en el Clásico 75 de la Semifinal del Apertura 2005, a 5 minutos del final dándole el pase a la final al Monterrey. Llegaría a marcar 5 goles en el derbi regiomontano, ubicándose como quinto mejor goleador en la historia de este encuentro.[cita requerida]

### Villarreal
Durante el mercado de invierno de 2006 es fichado por el Villarreal CF de España, por su extécnico en el San Lorenzo Manuel Pellegrini. Durante esa etapa es llamado por la selección mexicana al Mundial de Alemania 2006 y juega la primera fase. Tras finalizar el Mundial tuvo dos semestres complicados a causa de varias lesiones  que le impidieron mantener la regularidad en el juego. Durante su estancia en el "Submarino Amarillo" anotó 17 veces: 4 goles en la temporada 2005-2006; 2 goles en la 2006-2007; 9 goles en la 2007-2008; y 2 goles en la 2008-2009.

### West Ham
En 2009 finaliza su contrato con el Villarreal y firma un acuerdo con el West Ham United de la Premier League de Inglaterra. Anota su primer gol con los "Hammers" el sábado 31 de octubre de 2009 ante el Sunderland, llegando a anotar 5 goles en 21 partidos disputados con el cuadro inglés.

### Vélez Sarsfield
Tras 6 meses de inactividad regresa a Argentina. En febrero de 2011 sufre una lesión en el hombro por lo que debe someterse a una cirugía y una posterior rehabilitación de 4 meses que lo mantiene alejado de las canchas durante gran parte del primer semestre de 2011. Aunque tuvo escasa participación en ese semestre, colaboró para que Vélez Sarsfield se coronara campeón del Torneo Clausura 2011.

### Pachuca
En enero de 2012 pasa al Club Pachuca de México, donde pasó seis meses, solo jugó un partido y no anotó gol. En mayo de 2012 fue considerado transferible por no entrar en los planes del técnico Hugo Sánchez.

### Chicago Fire
En septiembre de 2012 fue fichado por el Chicago Fire de la MLS; equipo en el que jugó tres partidos como cambio y tampoco anotó gol. El 29 de enero de 2013 anunciaría su retiro como jugador del fútbol profesional.

## Selección nacional
En el 2004, Franco se convirtió en un ciudadano mexicano por naturalización después de establecerse en México en 2002 y recibió su primera convocatoria con la selección nacional mexicana en el 2005, bajo las órdenes de Ricardo La Volpe.
Jugó en la Copa Mundial FIFA 2006, contribuyendo con una asistencia a Omar Bravo en el primer juego del Mundial contra Irán y fue parte del equipo triunfador en la Copa Oro de la Concacaf edición 2009.
Durante el 2010, en la etapa de clasificación para la Copa Mundial de Sudáfrica, contribuyó con 2 goles en 5 partidos y jugó en la Copa Mundial de Sudáfrica 2010, a pesar de no estar fichado por ningún club de fútbol en ese momento.
La selección mexicana no fue capaz de superar lo hecho en participaciones pasadas al quedar eliminada en octavos de final ante Argentina y, tanto Franco como el técnico Javier Aguirre, fueron blanco de severas críticas, debido a que el estratega mexicano prefirió alinear a Franco en detrimento de la joven estrella Javier "Chicharito" Hernández. En entrevista para FIFA en febrero de 2012, Franco señaló que "como por ahí se dice, pagué los platos rotos de que México no logró los resultados deseados", achacándole la decisión de alinearlo como titular a Aguirre.
En septiembre de 2010, Franco anuncia su retiro de la selección mexicana. En febrero de 2013, generó polémica en México tras calificar como "idiotez" el nacionalismo o patriotismo mexicano en el tema de los naturalizados en la selección.
| Club                          | País   | PJ | Goles | Periodo     |
| ----------------------------- | ------ | -- | ----- | ----------- |
| Selección de fútbol de México | México | 25 | 7     | 2005 - 2010 |

### Participaciones en Copas del Mundo
| Mundial                        | Sede      | Resultado        | PJ | Goles |
| ------------------------------ | --------- | ---------------- | -- | ----- |
| Copa Mundial de Fútbol de 2006 | Alemania  | Octavos de final | 3  | 0     |
| Copa Mundial de Fútbol de 2010 | Sudáfrica | Octavos de final | 4  | 0     |

| Fecha               | Rival     | Sede          | Estadio                | Resultado              |
| ------------------- | --------- | ------------- | ---------------------- | ---------------------- |
| 11 de junio de 2006 | Irán      | Núremberg     | Max-Morlock-Stadion    | México 3 - 1 Irán      |
| 16 de junio de 2006 | Angola    | Hanóver       | HDI-Arena              | México 0 - 0 Angola    |
| 21 de junio de 2006 | Portugal  | Gelsenkirchen | Veltins-Arena          | Portugal 2 - 1 México  |
| 11 de junio de 2010 | Sudáfrica | Johannesburgo | Estadio Soccer City    | Sudáfrica 1 - 1 México |
| 17 de junio de 2010 | Francia   | Polokwane     | Estadio Peter Mokaba   | Francia 0 - 2 México   |
| 22 de junio de 2010 | Uruguay   | Rustenburgo   | Estadio Royal Bafokeng | México 0 - 1 Uruguay   |
| 27 de junio de 2010 | Argentina | Johannesburgo | Estadio Soccer City    | Argentina 3 - 1 México |

### Goles con la selección nacional
| #  | Fecha                   | Lugar                                            | Oponente          | Gol   | Resultado | Competición                                          |
| -- | ----------------------- | ------------------------------------------------ | ----------------- | ----- | --------- | ---------------------------------------------------- |
| 1. | 8 de octubre de 2005    | Estadio Alfonso Lastras, San Luis Potosí, México | Guatemala         | 1 – 1 | 5 – 2     | Clasificación para la Copa Mundial de Fútbol de 2006 |
| 2. | 1 de marzo de 2006      | Pizza Hut Park, Frisco, Estados Unidos           | Ghana             | 1 – 0 | 1 – 0     | Amistoso                                             |
| 3. | 10 de junio de 2009     | Estadio Azteca, Ciudad de México, México         | Trinidad y Tobago | 2 – 1 | 2 – 1     | Clasificación para la Copa Mundial de Fútbol de 2010 |
| 4. | 23 de julio de 2009     | Soldier Field, Chicago, Estados Unidos           | Costa Rica        | 1 – 0 | 5 – 3     | Copa de Oro de la Concacaf 2009                      |
| 5. | 26 de julio de 2009     | Giants Stadium, East Rutherford, Estados Unidos  | Estados Unidos    | 5 – 0 | 5 – 0     | Copa de Oro de la Concacaf 2009                      |
| 6. | 5 de septiembre de 2009 | Estadio Ricardo Saprissa, San José, Costa Rica   | Costa Rica        | 2 – 0 | 3 – 0     | Clasificación para la Copa Mundial de Fútbol de 2010 |
| 7. | 24 de mayo de 2010      | Estadio de Wembley, Londres, Inglaterra          | Inglaterra        | 1 – 2 | 1 – 3     | Amistoso                                             |

## Clubes

### Fútbol Profesional
| Club            | País           | Año         | Partidos | Goles | Media Goleadora |
| --------------- | -------------- | ----------- | -------- | ----- | --------------- |
| San Lorenzo     | Argentina      | 1995 - 2002 | 125      | 29    | 0,23            |
| Monterrey       | México         | 2002 - 2005 | 119      | 63    | 0,52            |
| Villarreal      | España         | 2005 - 2009 | 97       | 15    | 0,15            |
| West Ham United | Inglaterra     | 2009 - 2010 | 23       | 5     | 0,21            |
| Vélez Sarsfield | Argentina      | 2011        | 30       | 10    | 0,33            |
| Pachuca         | México         | 2012        | 12       | 0     | 0               |
| Chicago Fire    | Estados Unidos | 2012        | 3        | 0     | 0               |
| Total carrera   | Total carrera  | 1995-2012   | 409      | 122   | 0,30            |

### Fútbol Rápido 21
| Club            | País   | Año  |
| --------------- | ------ | ---- |
| Monterrey Flash | México | 2014 |

## Palmarés

### Campeonatos nacionales
| Título           | Equipo          | País      | Año    |
| ---------------- | --------------- | --------- | ------ |
| Primera División | San Lorenzo     | Argentina | C-2001 |
| Liga MX          | CF Monterrey    | México    | C-2003 |
| Primera División | Vélez Sársfield | Argentina | C-2011 |

### Campeonatos internacionales
| Título                  | Equipo             | Sede           | Año  |
| ----------------------- | ------------------ | -------------- | ---- |
| Copa Mercosur           | San Lorenzo        | Buenos Aires   | 2001 |
| Copa Oro de la Concacaf | Selección Mexicana | Estados Unidos | 2009 |

### Distinciones individuales
| Distinción                                                     | Año    |
| -------------------------------------------------------------- | ------ |
| Balón de Oro al mejor jugador de la Primera División de México | C-2003 |
| Campeón de goleo de la Primera División de México (15 goles)   | A-2004 |